# Elektricitet

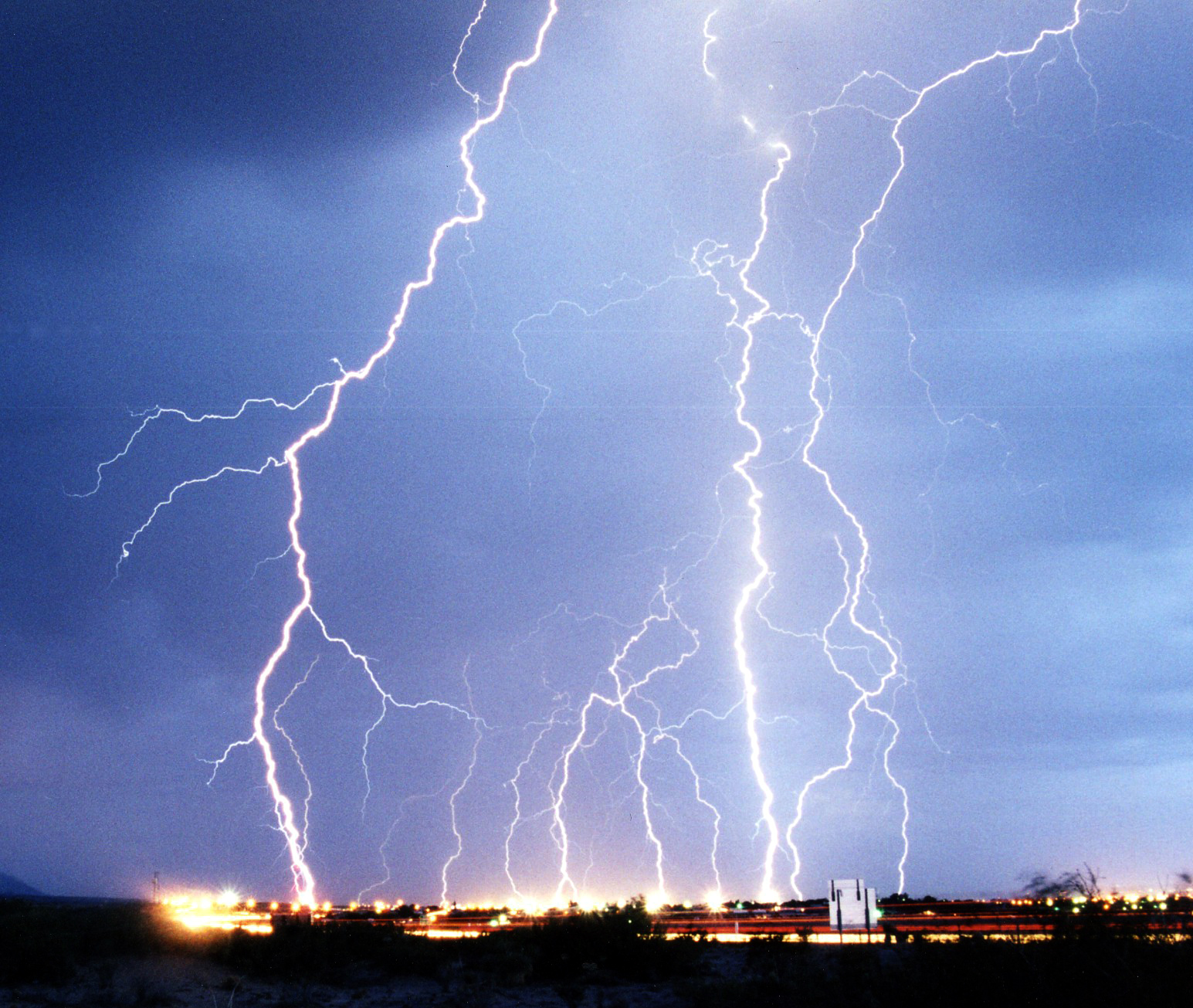
Blixtar tillhör de mest dramatiska uttrycken för elektricitet.

Elektricitet, från grekiska "elektron", 'bärnsten', är ett fysikaliskt fenomen. Grunden till elektricitet är att materia kan ha en elektrisk laddning. Fenomenet tar sig uttryck i välkända former som blixtar och statisk elektricitet liksom i elektromagnetiska fält och elektromagnetisk induktion. Ordet elektricitet kommer av det grekiska ordet för bärnsten, ηλεκτρον (elektron) och slutligen från latinets ēlectricus (bärnstensliknande). Ordet myntades av britten William Gilbert år 1600 vid hans experiment med statisk elektricitet.
I dagligt tal räcker ordet elektricitet eller elkraft för att beskriva ett antal fysikaliska effekter. I vetenskaplig terminologi är däremot denna term vag, och det är bättre att tala om följande inbördes relaterade men distinkta fenomen:
- Elektrisk laddning — en egenskap hos vissa subatomära partiklar och som bestämmer deras elektromagnetiska interaktioner, mätt i coulomb. Elektriskt laddad materia både skapar och påverkas av elektromagnetiska fält.
- Elektrisk ström — en rörelse eller flöde av elektriskt laddade partiklar, som mäts i ampere.
- Elektromagnetiskt fält — ett kraftfält som skapas av en elektrisk laddning på laddningar i dess närhet.
- Elektrisk potential — förmågan hos ett elektriskt fält att utföra arbete, vilket mäts i volt.
- Elektromagnetism — en grundläggande interaktion mellan magnetfältet och närvaron och rörelsen hos en elektrisk laddning.

Elektriska fenomen har studerats sedan antiken, även om vetenskapliga framsteg inom området inte gjordes innan 16- och 1700-talen. Praktiska användningsområden för elektriciteten förblev dock få till dess att ingenjörer under det senare 1800-talet lärde sig att använda elektricitet i hem och inom industrin. Den snabba expansionen av elektrisk teknik vid den tiden transformerade samhället i grunden. Elektricitetens ovanliga flexibilitet som energikälla betyder att den kan användas i en rad sammanhang, inklusive för transport, uppvärmning, ljus, kommunikation och beräkning. Elektriciteten kan förväntas utgöra ryggraden hos det industriella samhället över en överskådlig framtid.

## Historia

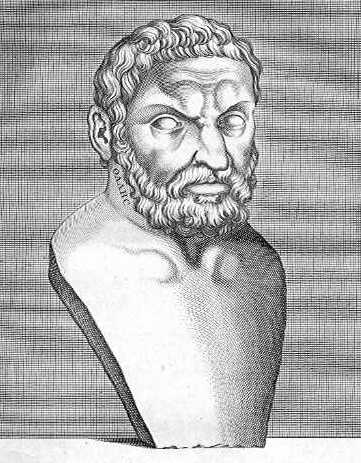
Thales från Miletos, den förste kände forskaren inom elektricitet.

För några hundra år sedan använde man inte elektricitet. Gatlamporna var gaslampor, transportmedlet var häst och vagn och maten kokades på vedspisar. 
Statisk elektricitet var känd redan under antiken. Under 600-talet f Kr upptäckte grekerna att om man gnuggade päls mot bärnsten, så kunde bärnstenen dra till sig lätta föremål. Det grekiska ordet för bärnsten är e'lektron. Efterhand upptäckte man flera andra ämnen med samma egenskap. Den första som studerade detta mer ingående var den engelska fysikern William Gilbert (1544–1603). Han kallade attraktionen som bildades för elektrisk kraft efter det grekiska ordet elektron, som betyder just bärnsten.
Idag förklarar vi elektriska fenomen med begreppet elektrisk laddning. Fransmannen Charles Dufay (1698–1739) var den första som visade att det finns två sorts laddningar, men det var Benjamin Franklin som införde begreppet positiv och negativ laddning. Omkring 1820 upptäckte Hans Christian Ørsted elektromagnetismen, för vilken André-Marie Ampère omgående formulerade matematiska ekvationer. Detta ledde till ökad experimentell aktivitet bland forskare under 1800-talet.
På 1900-talet blev det klart att positiv laddning är knuten till protonen och negativ laddning till elektronen.

## Teori
Man brukar beskriva elektricitet med klassisk elektrodynamik. Enligt denna teori består elektricitet av rörliga laddningar, som kan vara positiva eller negativa. Lika laddningar stöter bort - repellerar - varandra, medan olika laddningar drar till sig - attraherar - varandra. Om positiva och negativa laddningar finns på samma plats förintar de varandra i en elektrostatisk urladdning. Laddningarna påverkas också av material - material delas vanligen in i elektriska ledare, där laddningarna kan röra sig och på så sätt bilda en elektrisk ström, och isolatorer, som laddningarna inte kan röra sig genom.
En elektrisk ström räknas som positiv till sin riktning för ett flöde av positivt laddade partiklar från en punkt med högre elektrisk potential (spänning) till en punkt med lägre elektrisk potential. Strömstyrka kan bestämmas av potentialskillnaden mellan punkterna (spänningsfall som räknas i volt) och motståndet mellan dem (resistans om strömmen är likström, men impedans om strömmen är växelström). Vid likström kan strömstyrkan räknas ut med formeln {\displaystyle I=U/R} (där I är ström, U spänning och R resistans. Om strömmen periodiskt växlar riktning (växelström) blir formeln {\displaystyle I=U/Z} (där Z är impedans).

### Elektrisk laddning

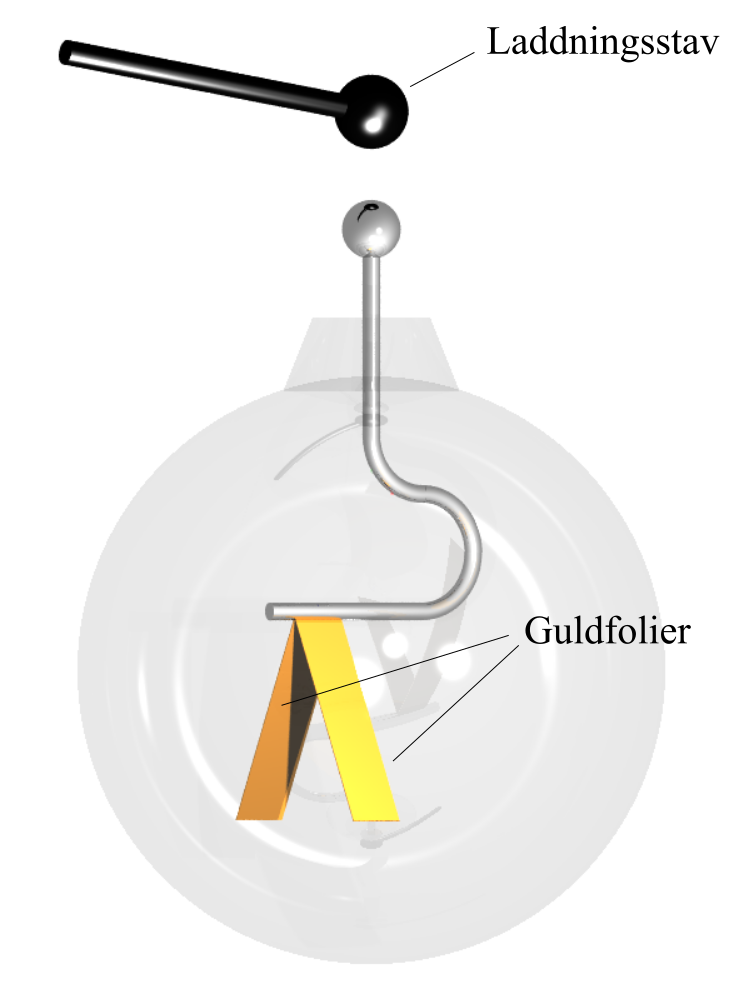
Elektroskop med remsor av bladguld. Då bladen har likadana laddningar repellerar bladen varandra och vinkeln mellan bladen är ett mått på laddningens storlek. Elektroskopet kan laddas med en stav

Elektrisk laddning eller elmängd (Q, q) är den fysikaliska storhet som påverkas av elektromagnetisk växelverkan, en av de fyra fundamentala krafterna. I Coulombs lag har laddning samma roll som massa i Newtons gravitationslag, men skillnaden är att laddning förekommer i två varianter, positiv och negativ.
Att det finns två och endast två typer av statisk elektricitet har varit känt sedan 1700-talet. Du Fay myntade termerna vitreös och resinös, för "glaselektricitet" och "kådaelektricitet". Laddningar av samma typ repellerar varandra, medan växelverkan mellan laddningar av olika typ är attraktiv. Benjamin Franklin upptäckte att man kunde betrakta dessa som positiva och negativa laddningar, vars algebraiska summa är konserverad. Detta betyder att den totala laddning varken kan förnyas eller förintas, vilket gör den till en av de elementära egenskaper materia besitter.
Elektrisk laddning kvantifieras till negativa eller positiva multipler av elementarladdningen e.

### Elektrisk ström

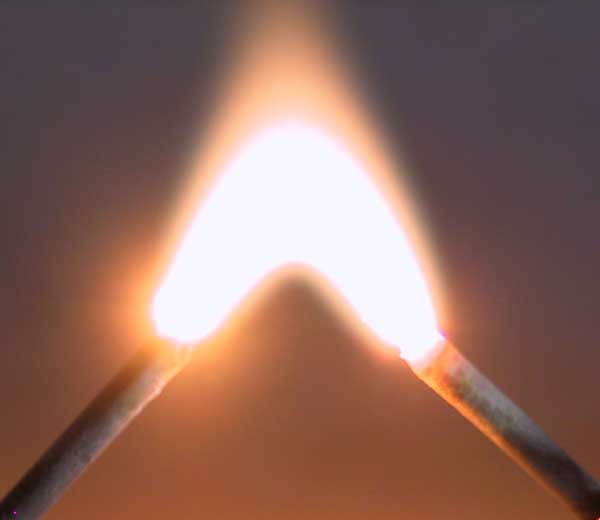
Elektrisk ljusbåge

Elektrisk ström uppstår då en elektrisk laddning förflyttas. Ström definieras som laddning per tidsenhet. De laddade partiklarna är vanligtvis elektroner men kan även vara joner. I en elektrisk krets säger man av historiska skäl att strömmen går från högre till lägre potential även om elektronerna rör sig i motsatt riktning.

### Elektriskt fält

Fältlinjer emanerar från en positiv laddning ovanför en plan ledare.

Ett elektriskt fält är ett vektorfält som beskriver skillnader i den elektriska potentialen i rummet. Det kan beskrivas med "pilar" i rummet, som pekar från positiva laddningar till negativa. Elektriska fält påverkar andra laddningar med en kraft. Man kan också, kanske mer korrekt, säga att det elektriska fältet medierar kraftverkan mellan laddade föremål. Konceptet elektriskt fält introducerades av Michael Faraday.
Den elektriska fältstyrkan är en vektor med SI-enheten newton per coulomb
(N C−1), eller om man så vill (och helt ekvivalent), volt per meter (V m−1). Riktningen för fältet i en given punkt definieras som riktningen på den kraft som fås på en positiv testladdning i punkten. Beloppet av fältet definieras som kvoten mellan kraftens belopp och laddningens storlek. Ett elektriskt fält innehåller elektrisk energi, med en energitäthet proportionell mot kvadraten på fältstyrkan. I en ofta använd analogi mellan elektriska och mekaniska storheter kan man säga att det elektriska fältet är för laddning vad acceleration är för massa.
En laddning i rörelse omger sig inte bara med ett elektriskt fält, utan även med ett magnetiskt fält, och i en allmännare teori är dessa två fält inte längre separata fenomen – vad en observatör uppfattar som ett elektriskt fält kan en observatör i ett annat referenssystem uppfatta som en blandning av elektriska och magnetiska fält. Därför talar man inom fysiken ofta om ”elektromagnetism” och ”elektromagnetiska fält”. Inom kvantelektrodynamiken benämns det elektromagnetiska fältkvantat foton, en elementarpartikel med kvantiserad energi.

### Elektrisk spänning

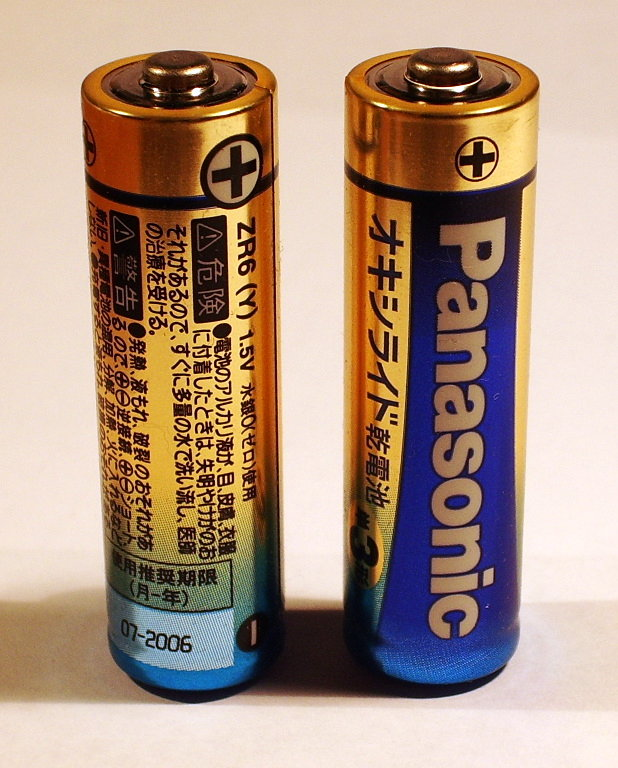
Ett par AA-batterier. Plustecknet indikerar polariteten hos potentialskillnaden mellan polerna.

Elektrisk spänning är en skillnad i elektrisk potential mellan två punkter. Om punkterna skulle komma i kontakt med varandra genom en elektrisk ledare som till exempel en metalltråd eller resistor, uppstår en elektrisk ström som strävar att utjämna potentialskillnaden mellan punkterna. Strömmen består av en förflyttning av laddade partiklar, vanligtvis elektroner. En sammankoppling som praktiskt taget saknar motstånd kallas kortslutning.
Elektrisk spänning mäts i SI-enheten volt som förkortas V. Eftersom 1 V = 1 J/As, är elektrisk spänning den energi som laddningen 1 As avger eller upptar när den rör sig genom ett elektriskt fält. Enheten volt är ingen grundenhet i SI utan definieras som den spänning som krävs över till exempel en resistans för att strömstyrkan 1 A ska generera effekten 1 W enligt effektformeln effekt = spänning • ström. En storhet som anger den elektriska spänningen mellan två punkter brukar betecknas U (av ty. Unterschied som betyder 'differens', 'skillnad'). Ett exempel är Ohms lag U=R • I som ger oss sambandet mellan spänningen, resistansen i sammankopplingen och styrkan hos den ström som därvid uppstår.

### Elektromagnetism
Varje elektriskt laddat föremål omges av ett elektriskt fält. I varje punkt har fältet en viss styrka, och en viss riktning. När ett elektriskt laddat föremål placeras i ett elektriskt fält, påverkas det av en elektrisk kraft, som är proportionell dels mot styrkan av fältet, dels mot den egna laddningen. När ett elektriskt laddat föremål rör sig genom ett elektriskt fält, påverkas det av en magnetisk kraft.
Elektrisk laddning och magnetism är två sidor av samma kraft, elektromagnetism. Enkelt uttryckt är elektromagnetism det som uppstår ur att en foton växelverkar med en laddad partikel. Varje rörelse av elektriska laddningar ger upphov till ett magnetfält, och varje magnetfält påverkar elektriska laddningar att röra sig. Den fundamentala kraften förmedlas av fotoner och växelverkar med alla laddade partiklar. Den elektromagnetiska kraften ligger bakom i princip alla fenomen i vår vardag som inte orsakas av gravitationen. Den skapar bland annat kemiska bindningar, normalkrafter (som hindrar föremål från att flyta in i varandra), friktion och ytspänning.

## Elektricitet som naturfenomen
Elektriska spänningar och urladdningar uppstår på många håll i naturen. Urladdningar i atmosfären kallas åska. Elektricitet spelar även stor roll i levande organismer, se bioelektricitet.

## Elektroteknik

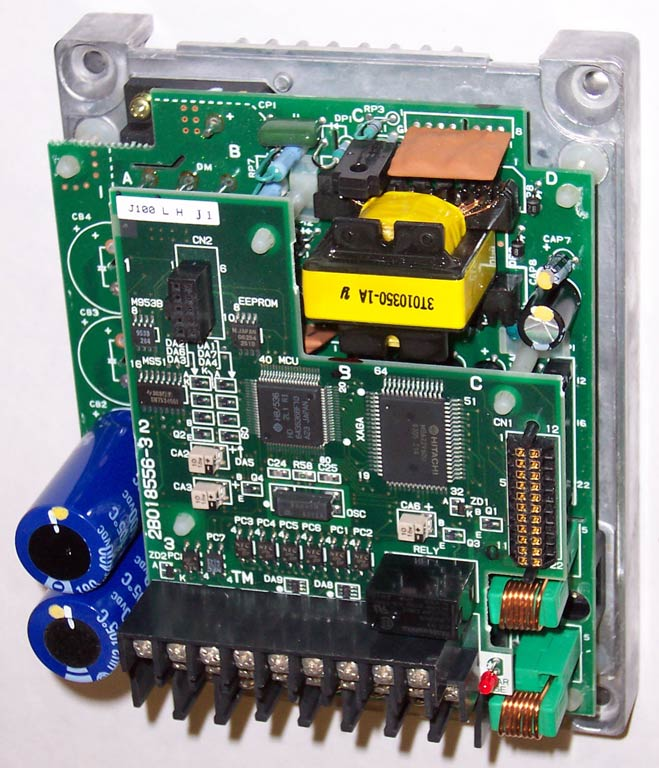
Elektricitet driver elektroniska komponenter.

Den industrialiserade delen av världen är fullständigt präglad av elektrotekniska system. Några former av detta är elkraftteknik och elektronik.

### Elkraftteknik

#### Användning
Elektricitet används bland annat för uppvärmning, kylning, belysning och motorer. Elektriciteten har kemiska verkningar vid elektrolys.

#### Produktion

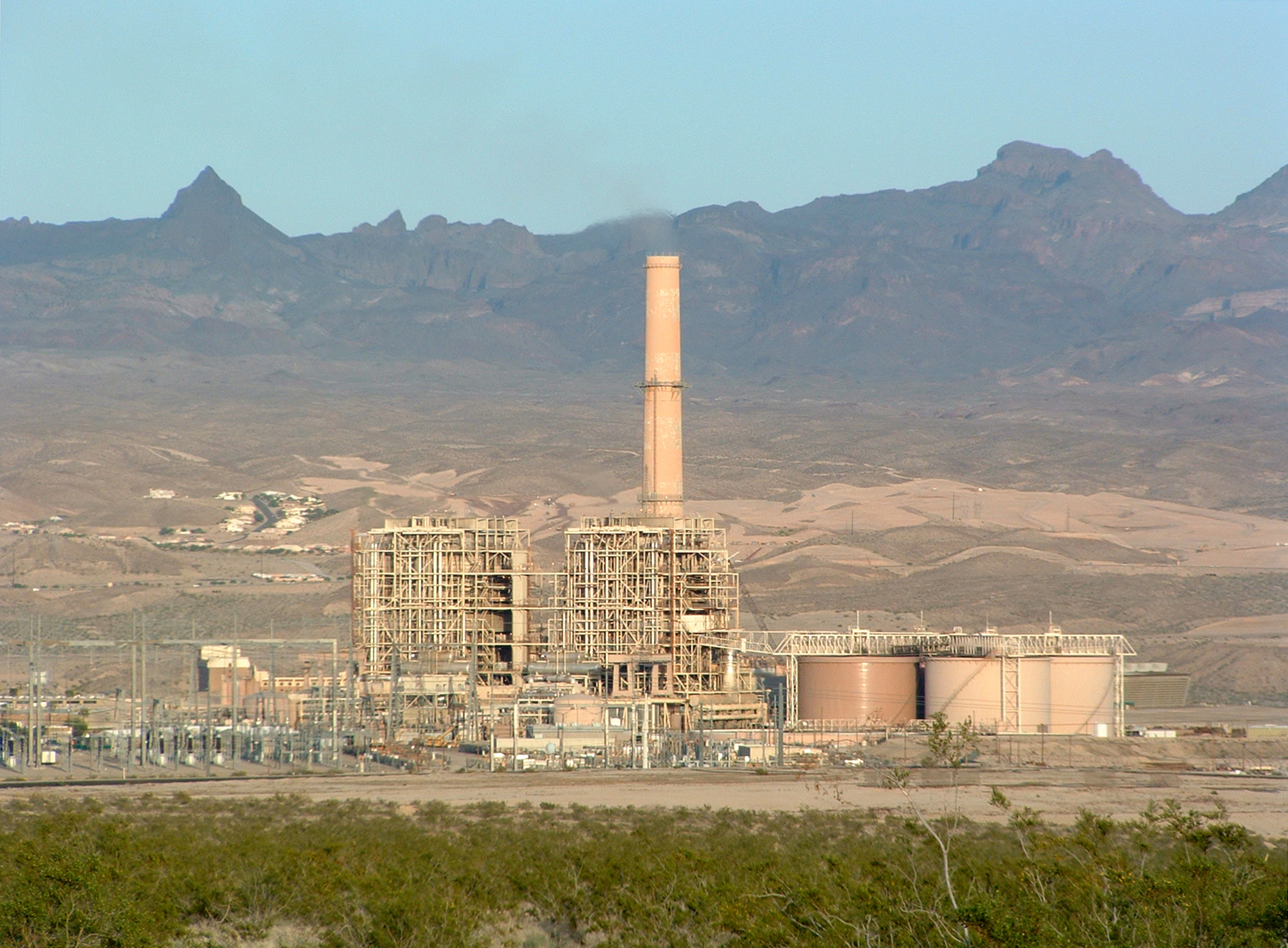
Ett kolkraftverk i Laughlin i Nevada i USA.

Elektrisk energi omvandlas av andra energiformer. En generator använder rörelseenergi. En solcell använder ljus. En bränslecell använder kemisk energi. Elektricitet produceras vanligen i kraftverk, till exempel kärnkraftverk eller vattenkraftverk.

#### Överföring
Elöverföring, det vill säga överföring av elektrisk energi långa sträckor, sker med högspänningsledningar. Eldistribution är överföring av el till hushåll.
Se kraftledning och transformator.

## Handel med elektricitet
Då trygg försörjning av elkraft är en förutsättning för ett modernt samhälle och då ingen kan garantera problemfri leverans uppstår ett behov av att skapa ett gemensamt elnät som kopplar samman alla producenter och konsumenter i ett större område. I norra och centrala Europa, ursprungligen endast Sverige och Norge, samordnas elhandeln via en elbörs som kallas Nord Pool. Det man sätter ett pris på är elektrisk energi, vanligtvis i valuta per kilowattimme. Sverige och Norge exporterar ofta till sina grannländer, och importerar sällan, och har ett förhållandevis lågt pris och mycket hög andel fossilfri el. Eloriset har på senare år höjts när grannländernas pris har höjts, till följd av elexporten och att priset i ett land sätts av det land som betalar mest. Överskottet (skillnaden mellan ländernas börspris) går till distributören, i Sveriges fall oftast statliga Svenska Kraftnät.  
Kundens elpris i bland annat Sverige består av följande komponenter:
- det börspris elhandelsföretaget betalat för hur elen på Nord Pool
- elhandelsföretagets påslag (regleras i elavtalet)
- miljöpåslag, om elavtal endast tillåter förnybar energi
- elhandelsföretagets kostnad för elcertifikat
- ev administrativa kostnader för hantering av elcertifikat (regleras i elavtalet)
- kostnader för volymvägning
- avgifter till distributören (Svenska kraftnät) och Nord Pool samt balanskostnader

Sverige har tidigare haft ett enhetligt pris över hela landet trots att tillgången av elkraft jämfört med efterfrågan kan ha stora kraftiga skillnader från plats till plats. 

### Elområden
På grund av bristande kapacitet i det svenska stamnätet som medfört exportbegränsningar anmäldes det svenskstatliga Svenska kraftnät år 2006 till EU-kommissionen av det danska elföretaget Dansk Energi. Anmälan resulterade i att EU-kommissionen under våren 2010 krävde att Svenska kraftnät måste hantera överföringsbegränsningar i det svenska stamnätet på ett sådant sätt att inte användare i andra delar av Europa diskrimineras.
Lösningen blev att den 1 november 2011 dela in Sverige i fyra elområden. Indelningen gör att det vid kapacitetsbrister uppstår prisskillnader, vilket ska ge incitament för att tillföra produktions- och överföringskapacitet där detta bäst behövs. De senaste åren har prisskillnader inom Sverige blivit allt vanligare till följd av förändringar i elsystemet. 2021 och 2022 rådde t.ex. kapacitetsbrist mellan norra och södra Sverige (vilket ledde till olika priser i elområde 2 och 3) under hälften av årets timmar, jämfört med 4 % av årets timmar under 2012.

## Skador av elektricitet
Det kan vara farligt att få elektriska strömmar genom kroppen. Strömstyrkor på knappt 1 milliampere brukar kunna förnimmas som kittlande, och strömmar över cirka 10–15 mA ger kramp i muskler som inte kan hävas förrän strömmen bryts. Elektrisk ström kan dessutom ge brännskador både på ytan, nervbanor och inre organ. Även strömgenomgångar som inte orsakat några synliga skador kan orsaka nervdöd i det perifera nervsystemet som inte visar sig förrän långt (månader) efteråt, med smärta, domningar och känslebortfall som följd. Spänningar som överstiger klenspänning anses vara farliga, inte för att de ger större skador, utan för att den högre spänningen lättare passerar hudens resistens, och risken för ljusbågar ökar.  
Det finns flera viktiga faktorer för hur kroppen påverkas när en elektrisk ström passerar igenom den:
- Vilka kroppsdelar som blir utsatta
- Tiden man blir utsatt för strömmen.
- Storleken på strömstyrkan (vilket beror på spänningen och hur fuktig man är)
- Hur den elektriska strömmen passerar igenom kroppen.
- Vågform beroende om det är lik- eller växelström och i det senare fallet växelströmmens frekvens.

Farligast är om strömmen passerar bröstkorgen och hjärtat (till exempel genom att man med ena handen rör ett strömförande föremål och med den andra en jordad diskbänk). Kramper i hjärtat leder till hjärtflimmer eller hjärtstillestånd. Flimmer uppstår vid några tiotals milliampere, stillestånd vid något hundratal eller mer.
Skadeverkan avtar vid högre frekvenser, vid 10 kilohertz har känseltröskeln ökat till den tiodubbla, och strömmar på 1 ampere vid 1 megahertz kan passera utan att man känner något eller får skador. Detta utnyttjas bland annat vid elektrokirurgi där den värme som utvecklas får blodet att koagulera.